# Nicole Tran Ba Vang
Pour les articles homonymes, voir Tran (homonyme).
Nicole Tran Ba Vang est une artiste photographe française.

## Expositions personnelles (sélection)
- No Stress, Just Strass, CCC, Centre de Création Contemporaine, Tours, France
- Collection Automne/Hiver 2000/01, Galerie Emmanuel Perrotin, Paris, France
- Collection Printemps/Eté 2000,  Project Room, Team gallery, New York, États-Unis
- Septembre 2001, Collections, Maison européenne de la photographie, Paris

## Collaborations (sélection)
- ELDORADO, une chorégraphie d'Angelin Preljocaj. Création de la scénographie et des costumes, 2007
- NIP/TUCK saison 2, Série TV américaine, Campagne publicitaire et générique du film pour la Grande-Bretagne et les Îles de Wales avec Sky One TV
- Chambre Double, Galerie Alain Le Gaillard et Hôtel La Louisiane, Paris, 2002[1]

## Collections (sélection)
- Collection Musée d’Art Moderne de Saint-Étienne
- Collection Neue Galerie am Landesmuseum Joanneum, Graz, Autriche
- Frederick R. Weisman Art Foundation, États-Unis
- Collection Neuflize Vie/ABN AMRO, Paris
- Collection Musée Louis Vuitton, Paris

## Catalogues collectifs (sélection)
- D’un Siècle à l’Autre, La collection du Musée d’art moderne de Saint-Étienne Métropole, Éditions Skira, 2007.
- Photographies modernes et contemporaines, la Collection Neuflize-Vie, Éditions Flammarion 2007.
- The Perlstein Collection From DADA to Contemporary Art. Éditions Ludion, 2006.
- On ne se brode pas tous les jours les jambes par Marie Darrieussecq 2003. Nouvelle écrite à partir du travail de Nicole Tran Ba Vang publiée dans ” Zoo ” POL, 2006.
- L’art contemporain en France, Catherine Millet, Flammarion, 2005
- Absolutely Private, Catalogue de l’exposition au Tokyo Metropolitan Museum of photography, 2006.
- + si affinité Fiac 2005, en partenariat avec Les Abattoirs, Toulouse, 2006.
- Photographie plasticienne, l’extrême contemporain par Dominique Baqué, page 228, Éditions du Regard 2004.
- L’art contemporain mode d’emploi par Elisabeth Couturier, p91, Éditions Filipacchi 2004.
- Arts et Nouvelles Technologies par Florence Mèredieu, éditions Larousse 2004, page 199
- Best Regards Collection NSM VIE/ABN AMRO 1997-2002, Éditions du Regard, page 56
- Histoire matérielle et immatérielle de l’art moderne, Florence Mèredieu, In Extenso, éditions Larousse, page 621
- Portraiturés Paul Ardenne et Elisabeth Nora, éditions du Regard 2004, page 271
- Métamorfoses do real, catalogue de L’exposition Rencontres de l’image à Braga, Portugal, 2004
- Der (Im)Perfekte Mensch par Lutz, Macho, Staupe, Zirden, editions : Böhlau Verlag, page 194
- Phantom der Lust par Peter Weibel, editions : Neue Galerie Graz am Landesmuseum Joanneum belleville 2003
- Photobiennale 2002, Quatrième Mois International de la Photographie à Moscou. Catalogue de l’exposition.
- Alter ego, 35 artistes contemporains à Luxembourg, 2002. Catalogue de l’exposition.
- If, revue littéraire 2001, texte de Marie Darrieussecq.
- Le corps Mutant, Galerie Enrico Navarra 2000

## Prix et récompenses
- Prix Arcimboldo (2001)